# 街头镇 (天台县)
街头镇，位于浙江省天台县的西南端，东邻平桥镇和雷峰乡，南接龙溪乡，西南与仙居县广度乡毗连，西与磐安县的方前镇和尚湖镇接壤。

## 历史
街头古称湖窦，元代设湖窦寨，置巡检司防守。明代属积石乡，其中东北部、西南部分属三十二、三十四都。清承明制，康然十三年(1674)始设集市，称湖窦镇，以始丰溪贯湖得名。民国24年置街头镇。民国32年秋，浙东行署驻此，改名嘉图镇。民国35年复名街头镇。1985年成为建制镇。

## 地理

### 地形
街头镇面积约142平方公里，属丘陵地带。有大旗山、姚干山、浙山、朱家岙山、焦山、兴家山等，最高的回龙山，海拔 895米。镇南为始丰溪，雷马溪、里石门水库北于渠贯穿境内。

### 气候
街头镇属亚热带季风气候，受到地形与海拔的影响，其气候四季分明。

### 辖区
截至2020年12月，全镇共有29个行政村：街一村、嘉图村、步头村、溪联村、浙酋村、旗南村、合溪姚村、旗前村、新联庄村、叶宅、朝阳、世元、沈宅、三明、后洋、张家桐村、九遮村、遮山村、济岙村、后岸村、霞山村、湖酋村、成州村、方联村、雷溪村、雷元村、小溪坑、丰源、金满坑。

## 教育
幼儿园4所，小学3所，初中1所。

## 交通
街头镇主要公路是横向的S316省道，与苏台高速公路互通并设有街头服务区。

## 旅游
后岸乡居（国家AAAA级旅游景区）

## 特产

### 美食
街头镇有饺饼筒、麦饼、糊拉汰、菜干饼、麻糍、年糕。

## 荣誉
全国乡村旅游重点镇
1. ↑  http://www.zjtt.gov.cn/art/2020/8/12/art%201229799614%201710959.html
2. ↑  https://zwgk.mct.gov.cn/zfxxgkml/zykf/202212/t20221207_937957.html